# ティアロエ虐殺
ティアロエ虐殺（ティアロエぎゃくさつ、英語：Thiaroye massacre、フランス語： Massacre de Thiaroye）は第二次世界大戦中の1944年12月1日にフランス軍によって行われた西アフリカのセネガル兵に対する虐殺である。セネガル兵達はフランス解放のために戦ったにもかかわらず35人から300人以上が殺害された。

## 概要
第二次世界大戦中フランスは植民地の西アフリカから約20万人の「セネガル狙撃兵」を召集した。1944年6月に連合国軍がノルマンディー上陸作戦を行った後、フランス全土のフロントスタラグ捕虜収容所に抑留されていたアフリカ軍兵士は連合国軍の進軍により解放されその後フランス領西アフリカに送還された。11月21日にダカールに上陸し一時的にティアロエの軍事キャンプに配属された。
ダカールに上陸して以来、元兵士たちの間では不満が高まっていた。セネガル兵はまだ復員手当を受け取っておらず出発前に1,500フランの前払いしか与えられていなかったのである。その他には、フランス首都圏のフランと地方植民地フランとの為替レートや強制収容中に得た貯蓄や復員服を買う権利に関する問題による不満などがあった。11月25日、同日にバマコに向けて出発するはずだったセネガル兵のグループが不満による問題が解決するまでティアロエを離れることを拒否した。このフランス軍に対する不服従行為により、マルセル・ダグナン准将は11月28日にキャンプを訪問することになった。ダグナンは訪問中に遭遇したセネガル兵達の敵意に大きなショックを受け危うく兵士達に人質に取られるところであったと主張した。彼はティアロエのキャンプが反乱を起こしていると宣言しキャンプを自分の権限下に戻すために武力を誇示することを決意した。12月1日午前6時30分、セネガル・ティライユール第1連隊とセネガル・ティライユール第7連隊の3個中隊が地元の国家憲兵隊植民地砲兵第6連隊および植民地砲兵第6連隊の支援を受けて出発した。 1台のM3スチュアート軽戦車が反乱を終わらせるためにティアロエのキャンプに入った。抗議の鎮圧には機関銃が使用され連射時間は1分にも満たなかったが、抗議者のうち少なくとも数十人が死傷し鎮圧のために派遣された部隊のうち3人が負傷した。12月2日の公式報告書では、反乱者のうち24名が完全に殺害され45名が負傷し、そのうち11名はその後傷がもとで死亡したと述べている。
2025年6月24日、ムバップ・センゴールは1944年12月1日に給与の支払いを要求したためにフランス植民地軍の銃弾に倒れた。彼の息子ビラムはXwとフランス政府を相手取り「死体の隠蔽」で告訴した。。